# Чемпионат Санкт-Петербурга по футболу 1904
Чемпионат Санкт-Петербурга по футболу 1904 стал IV-м первенством города, проведенным Санкт-Петербургской футбол-лигой.
Победителем и обладателем кубка Аспдена стал клуб «Невский».

## Организация и проведение турнира
Отражением начавшегося в Петербурге футбольного бума стало вступление в Лигу сразу пяти новых клубов. Число соревнующихся команд (с учётом II команд клубов) достигло дюжины, и они впервые были разделены на несколько соревновательных уровней.

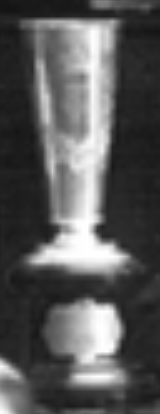
Кубок Аспдена

На высшем соревновательном уровне (кубке Аспдена) к старожилам Лиги прибавились русские клубы «Петровский» (клуб любителей спорта с одноименного питерского острова, основан в 1899 году), и «Националы» (основан в мае текущего года А.В.Саволайненом и Г.Д.Трифоновым — старейшими членами «Спорта» — и состоял в значительной мере из бывших членов этого клуба, выступавших, в соответствии с принятым названием, в форме цветов национального флага). Прекратил своё существование клуб «Невка» (все игроки которого, в том числе и русские футболисты — братья Михаил и Богдан Евангуловы — перешли в «Невский», существенно усилив его), и, таким образом, в розыгрыше кубка Аспдена соревновались впервые шесть клубов — три «русских» и три «британских» — при формальном численном паритете «иноземные» команды все ещё имели в целом существенный игровой перевес.
- «Невский»
- «Виктория»
- «Нева»
- «Петровский»
- «Спорт»
- «Националы»

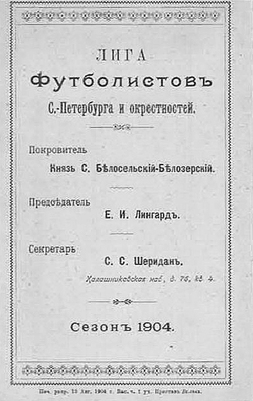

Турнир традиционно разыгрывался по «круговой системе» в два круга — на своем и на чужом полях. Клубы «Петровский» и «Националы» не имели своих полей и домашние матчи проводили на поле «Спорта» («Петровский») и на полях соперников («Националы»). Победа оценивалась в 2 очка, ничья — 1, поражение — 0. По окончании турнира был проведён традиционный показательный матч победителя турнира со сборной всех остальных клубов.

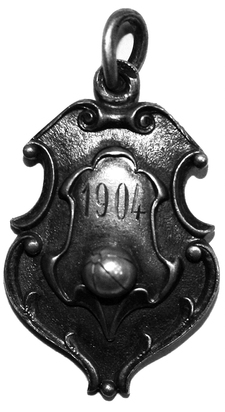
Почетный знак (жетон) участника

Во впервые разыгрывавшийся турнир для вторых команд были включены, помимо собственно дублёров «Петровского», «Невы» и «Спорта», главные команды еще трёх новых клубов лиги — «Глории», клуба Введенской гимназии и «Меркура» (впоследствии одного из «китов» питерского футбола). Для них учредил переходящий приз Генрих Юльевич Перзеке, коллежский советник, старейший член «Спорта», один из организаторов футбола в Петербургском кружке любителей спорта, некоторое время игравший вратарем в первой русской команде — этот кубок разыгрывался до 1918 года. Команды соревновались в один круг. По итогам турнира сильнейшая команда играла матч со слабейшей командой высшей группы, но этот матч «переходным» между соревновательными уровнями не был — он "... проводился для сравнения сил команд разных разрядов".
Всего на двух соревновательных уровнях в осеннем первенстве города участвовали 12 команд 9 клубов (они провели 45 соревновательных и 2 выставочных матча); 163 футболиста.
По сравнению с прошлым сезоном состав Комитета ПФЛ изменился: его председателем был избран Джордж (Егор Иванович) Лингард из «Невы». Вице-председатель — Дж.Ричардсон, секретарь — С.Шеридан. В связи с произошедшими в прошлом резонансными инцидентами, связанными с судейством матчей, Комитет Лиги подтвердил позицию своих предшественников — он по-прежнему не занимался вопросами судейства и не принимал к обсуждению и обжалованию решения рефери того или иного матча, взяв в свое ведение лишь организационные вопросы, связанные с календарем, дисциплиной игроков и клубов, состоянием полей и т.п. Судейский корпус состоял из шести человек: четырёх британцев (Дж.Харгривс, Х.Хартли, Ч.Монкер, С.Шеридан), немца Теодора (Фёдора) Вардроппера из «Виктории» и русского Георгия Дюперрона.

## Ход турнира
Турнир уверенно выиграл «Невский», весьма усилившийся игроками распавшейся «Невки» — он существенно превосходил все прочие клубы по подбору игроков (с возможностью практически равноценной замены) и по организации игры, особенно в обороне, что символизируют всего пять пропущенных командой мячей. Четыре из них забил «Петровский», сумевший в своём первом сезоне в Лиге уверенно занять второе место впереди более опытных и титулованных соперников, и до начала второго круга являвшийся реальным претендентом на первенство, лишь раз сыграв вничью с «Невскими» (3:3). Однако последовавшие подряд в течение всего одной сентябрьской недели ничья с «Невой» и два крупных поражения от «Виктории» и «Невских» поставили крест на чемпионских амбициях «Петровских». Для двух других русских команд сезон выдался откровенно провальным: «Националы» в своем стартовом чемпионате превзошли прошлогоднее антидостижение «Невы», проиграв все матчи и пропустив в среднем более 6 мячей за игру; «Спорт» сумел подняться лишь на ступеньку выше.

### Турнирная таблица
| № | Команды      | 1        | 2       | 3       | 4       | 5       | 6        | В | Н | П  | М       | О  |
| - | ------------ | -------- | ------- | ------- | ------- | ------- | -------- | - | - | -- | ------- | -- |
|   | «Невский»    |          | 5:1 3:3 | 0:0 2:1 | 5:0 3:0 | 1:0 2:0 | 12:0 8:0 | 8 | 2 | 0  | 41 — 5  | 18 |
|   | «Петровский» | 3:3 1:5  |         | 4:2 1:4 | 5:2 2:2 | 3:0 3:2 | 3:0 9:2  | 6 | 2 | 2  | 34 — 22 | 14 |
|   | «Виктория»   | 1:2 0:0  | 4:1 2:4 |         | 3:1 0:3 | 3:1 3:3 | 9:0 9:1  | 5 | 2 | 3  | 34 — 16 | 12 |
| 4 | «Нева»       | 0:3 0:5  | 2:2 2:5 | 3:0 1:3 |         | 3:0 1:2 | 4:0 4:1  | 4 | 1 | 5  | 20 — 21 | 9  |
| 5 | «Спорт»      | 0:2 0:1  | 2:3 0:3 | 3:3 1:3 | 2:1 0:3 |         | 4:3 3:2  | 3 | 1 | 6  | 15 — 24 | 7  |
| 6 | «Националы»  | 0:8 0:12 | 2:9 0:3 | 1:9 0:9 | 1:4 0:4 | 2:3 3:4 |          | 0 | 0 | 10 | 9 — 65  | 0  |

### Матчи
| 1 авг | «Нева» | 4:0     | «Националы» | Поле «Невы»         |
| | - Делл | (отчёт) |             | Судья: А.Вардроппер |
| «Нева»: А.Ферли - Холден, В.Даунгам - С.Ферли, Кудрявцев, Бриггс - Патшин, Тодд, Делл , Халлум, Нэш · «Националы»: Рязанов - Трифонов, С.Дурасов - А.Боронин, С.Рябов , А.Москвин - Зеленский, Н.Сизиков, Хергерт, Иванов, Зякин |        |         |             |                     |

| 1 авг | «Петровский» | 3:0     | «Спорт» | Поле «Спорта» |
| |              | (отчёт) |         |               |
| «Петровский»: А.Иванов - П.Лунд, Д.Тимофеев - А.Дурасов, Вышинский, Толстопятов - В.Лунд, В.Карпов, Колайко, В.Сизиков, Е.Лапшин «Спорт»: Хайльман - Шинц, Баранов - Шнайдер, Саксен, И.Попов - Линдеман, В.Боронин, Березин, Дурнякин, А.ГелькерI |              |         |         |               |

| 6 авг | «Петровский» | 3:0     | «Националы» | Поле «Спорта» |
| |              | (отчёт) |             |               |
| «Петровский»: А.Иванов - П.Лунд, Д.Тимофеев - А.Дурасов, Вышинский, Толстопятов - В.Лунд, В.Карпов, Колайко, В.Сизиков, Е.Лапшин «Националы»: Рязанов - Трифонов, Полонский - Н.Сизиков, А.Боронин, А.Москвин - Зякин, Заварин, Хергерт, Васюточкин, Малгачёв |              |         |             |               |

| 8 авг | «Спорт» | 4:3     | «Националы» | Поле «Спорта» |
| |         | (отчёт) |             |               |
| «Спорт»: Хайльман - Шинц, Баранов - Шнайдер, Саксен, И.Попов - И.Тимофеев, В.Боронин, Березин, Дурнякин, Линдеман «Националы»: Рязанов - Трифонов, Полонский - Н.Сизиков, А.Боронин, А.Москвин - Зякин, Заварин, Хергерт, Васюточкин, Малгачёв |         |         |             |               |

| 15 авг | «Петровский» | 4:2     | «Виктория» | Поле «Спорта»     |
| |              | (отчёт) |            | Судья: Г.Дюперрон |
| «Петровский»: А.Иванов - П.Лунд, Д.Тимофеев - А.Дурасов, Вышинский, Мичигин - В.Лунд, В.Карпов, Колайко, В.Сизиков, Е.Лапшин «Виктория»: Шарф - В.ЛауманII, А.ВардропперI - Ф.РейтI, Ад.ЛауманIII, Н.ВаллотII - Шахт, П.ВаллотI, Гольдарбайтер, М.Григорьев, Ф.ВардропперII |              |         |            |                   |

| 22 авг | «Нева» | 3:0 | «Спорт» | Поле «Невы» |
| «Нева»: Тьюлип - Холден, В.Даунгам - С.Ферли, Кудрявцев, Бриггс - Патшин, Тодд, Делл, Халлум, Нэш «Спорт»: Хайльман - Шинц, Баранов - Шнайдер, Саксен, И.Попов - А.ГелькерI, В.Боронин, Березин, Дурнякин, Линдеман |        |     |         |             |

| 22 авг | «Виктория»                       | 9:0     | «Националы» | Поле «Виктории»  |
| | - Шахт - П.ВаллотI - М.Григорьев | (отчёт) |             | Судья: С.Шеридан |
| «Виктория»: Серк - А.ВардропперI, В.ЛауманII - Витман, Ад.ЛауманIII, Н.ВаллотII - Шахт, П.ВаллотI, М.Григорьев, Э.Петерсен, Ф.ВардропперII «Националы»: Рязанов - Трифонов, Зеленский - Н.Сизиков, А.Боронин, А.Москвин - С.Рябов, Зякин, Хергерт, МедерII, Заварин |                                  |         |             |                  |

| 22 авг | «Петровский» | 3:3     | «Невский» | Поле «Спорта»     |
| |              | (отчёт) |           | Судья: Г.Дюперрон |
| «Петровский»: А.Иванов - П.Лунд, Д.Тимофеев - А.Дурасов, Вышинский, Толстопятов - В.Лунд, В.Карпов, Колайко, В.Сизиков, Е.Лапшин «Невский»: Марш - Максвелл, Сиборн - А.ХаргривзII, Дж.ХаргривзII, В.Цурмюль - М.ЕвангуловI, В.Смолл, Б.ЕвангуловII, О.МедерI, Беспальчиков |              |         |           |                   |

| 29 авг | «Виктория» | 3:1 | «Нева» | Поле «Виктории» |
| «Виктория»: Серк - А.ВардропперI, В.ЛауманII - Витман, Ад.ЛауманIII, Н.ВаллотII - Шахт, П.ВаллотI, Гольдарбайтер, М.Григорьев, Ф.ВардропперII «Нева»: Тьюлип - Холден, В.Даунгам - С.Ферли, Кудрявцев, Бриггс - Патшин, Тодд, Делл, Халлум, Нэш |            |     |        |                 |

| 29 авг | «Невский» | 12:0    | «Националы» | Поле «Невских» |
| | - Шарльпс | (отчёт) |             |                |
| «Невский»: Марш - Максвелл, С.Джонс - В.Цурмюль, Сиборн, Дж.ХаргривзII - М.ЕвангуловI, Б.ЕвангуловII, Шарльпс, В.Смолл, Дж.Филлипс «Националы»: Зякин - Трифонов, Рязанов - Н.Сизиков, Волохов, А.Боронин - Хергерт, Заварин, А.Саволайнен, Васюточкин, МедерII |           |         |             |                |

| 5 сен | «Невский» | 5:0     | «Нева» | Поле «Невских» |
| | - Шарльпс | (отчёт) |        |                |
| «Невский»: Марш - Максвелл, С.Джонс - В.Цурмюль, Сиборн, Дж.ХаргривзII - М.ЕвангуловI, Б.ЕвангуловII, Шарльпс, В.Смолл, Дж.Филлипс «Нева»: Тьюлип - Холден, В.Даунгам - С.Ферли, Кудрявцев, Бриггс - Патшин, Тодд, Уард, Халлум, Нэш |           |         |        |                |

| 5 сен | «Спорт» | 3:3     | «Виктория» | Поле «Спорта» |
| |         | (отчёт) |            |               |
| «Спорт»: Хайльман - Шинц, Баранов - Шнайдер, Саксен, И.Попов - А.ГелькерI, В.Боронин, Березин, Дурнякин, Линдеман «Виктория»: Серк - Ад.ЛауманIII, А.ВардропперI - П.ВитманII, В.ЛауманII, Н.ВаллотII - Шахт, П.ВаллотI, Гольдарбайтер, М.Григорьев, Ф.ВардропперII |         |         |            |               |

| 5 сен | «Петровский» | 9:2     | «Националы» | Поле «Виктории»  |
| | В.Лунд       | (отчёт) |             | Судья: С.Шеридан |
| «Петровский»: А.Иванов - П.Лунд, Мачигин - А.Дурасов, Вышинский, Толстопятов - В.Лунд, В.Карпов, Колайко, В.Сизиков, Е.Лапшин «Националы»: Зякин - Трифонов, А.Боронин - Н.Сизиков, Волохов, И.Фёдоров - Хергерт, Заварин, А.Саволайнен, Васюточкин, Иванов |              |         |             |                  |

| 8 сен | «Невский» | 2:1     | «Виктория» | Поле «Виктории» |
| |           | (отчёт) |            |                 |
| «Невский»: Б.Браун - Максвелл, Сиборн - В.Цурмюль, Дж.ХаргривзII, Флетчер - М.ЕвангуловI, Б.ЕвангуловII, Шарльпс, В.Смолл, Дж.Филлипс «Виктория»: Гольдарбайтер - А.ВардропперI, В.ЛауманII - Н.ВаллотII, Ад.ЛауманIII, Серк - Шахт, П.ВаллотI, М.Григорьев, Э.Петерсен, Ф.ВардропперII |           |         |            |                 |

| 8 сен | «Нева» | 2:2 | «Петровский» | Поле «Невы» |
| «Нева»: Тьюлип - Холден, В.Даунгам - С.Ферли, Дж.УэббII, Бриггс - Патшин, Тодд, Делл, Халлум, Нэш · «Петровский»: А.Иванов - П.Лунд 46', Толстопятов - А.Дурасов, Вышинский, Мачигин - В.Карпов, В.Лунд, Колайко, В.Сизиков, Е.Лапшин |        |     |              |             |

| 12 сен | «Невский» | 2:0 | «Спорт» | Поле «Спорта» |
| «Невский»: Б.Браун - Максвелл, С.Джонс - В.Цурмюль, Шарльпс, А.ХаргривзI - М.ЕвангуловI, Б.ЕвангуловII, В.Смолл, Блендфорд, Дж.Филлипс «Спорт»: Хайльман - Шинц, Баранов - Шнайдер, Саксен, И.Попов - И.Тимофеев, В.Боронин, Березин, Дурнякин, А.ГелькерI |           |     |         |               |

| 12 сен | «Виктория» | 4:1     | «Петровский» | Поле «Виктории» |
| |            | (отчёт) |              |                 |
| «Виктория»: Гольдарбайтер - В.ЛауманII, А.ВардропперI - Серк, Ад.ЛауманIII, Н.ВаллотII - Шахт, П.ВаллотI, М.Григорьев, Э.Петерсен, Ф.ВардропперII «Петровский»: А.Иванов - Д.Тимофеев, Вышинский - А.Дурасов, Котов, Толстопятов - В.Лунд, Колайко, Курганов, В.Сизиков, В.Карпов |            |         |              |                 |

| 12 сен | «Нева» | 4:1     | «Националы» | Поле «Невы» |
| |        | (отчёт) |             |             |
| «Нева»: А.Ферли - В.Даунгам, Ф.Ферли - Дж.УэббII, Тодд, С.Ферли - Халлум, Нэш, Бриггс, М.Ферли, Патшин «Националы»: Зякин - А.Боронин, Рязанов - Н.Федоров, Трифонов, Волохов - Н.Сизиков, Заварин, Саволайн, Хергерт, Васюточкин |        |         |             |             |

| 14 сен | «Спорт» | 3:2 | «Националы» | Поле «Спорта» |
| «Спорт»: Шнайдер - Шинц, Крамер - Сапожников, Баранов, И.Попов - В.Боронин, Саксен, Березин, Дурнякин, А.ГелькерI «Националы»: Зякин - А.Боронин, Рязанов - Н.Сизиков, Волохов, А.Москвин - Трифонов, А.Саволайнен, Хергерт, Васюточкин, Заварин |         |     |             |               |

| 14 сен | «Невский» | 5:1     | «Петровский» | Поле «Невских» |
| |           | (отчёт) |              |                |
| «Невский»: Б.Браун - Максвелл, С.Джонс - В.Цурмюль, Дж.ХаргривзII, Сиборн - М.ЕвангуловI, Б.ЕвангуловII, Шарльпс, В.Смолл, Дж.Филлипс «Петровский»: А.Иванов - П.Лунд, Толстопятов - Вышинский, Котов, А.Дурасов - В.Карпов, В.Лунд, Колайко, В.Сизиков, Е.Лапшин |           |         |              |                |

| 14 сен | «Нева» | 3:0     | «Виктория» | Поле «Невы» |
| |        | (отчёт) |            |             |
| «Нева»: А.Ферли - Тьютил, В.Даунгам - С.Ферли, Халлум, Дж.УэббII - М.Ферли, Нэш, Делл, Бриггс, Холден «Виктория»: Гольдарбайтер - Ад.ЛауманIII, А.ВардропперI - Серк, В.ЛауманII, Н.ВаллотII - Шахт, П.ВаллотI, М.Григорьев, Э.Петерсен, Ф.ВардропперII |        |         |            |             |

| 19 сен | «Невский» | 3:0 | «Нева» | Поле «Невы» |
| «Невский»: Б.Браун - Максвелл, С.Джонс - В.Цурмюль, Шарльпс, А.ХаргривзI - М.ЕвангуловI, Б.ЕвангуловII, В.Смолл, Блендфорд, Дж.Филлипс «Нева»: Тьюлип - В.Даунгам, Делл - С.Ферли, Дж.УэббII, Ф.Ферли - Халлум, Нэш, Холден, М.Ферли, Патшин |           |     |        |             |

| 19 сен | «Петровский» | 3:2 | «Спорт» | Поле «Спорта» |
| «Петровский»: А.Иванов - П.Лунд, Д.Тимофеев - А.Дурасов, Вышинский, Мичигин - В.Карпов, В.Лунд, Колайко, В.Сизиков, Е.Лапшин «Спорт»: Хайльман - Шинц, Крамер - Шнайдер, Баранов, Саксен - И.Тимофеев, В.Боронин, Березин, Дурнякин, А.ГелькерI |              |     |         |               |

| 19 сен | «Виктория» | 9:1     | «Националы» | Поле «Виктории» |
| | - Шахт     | (отчёт) |             |                 |
| «Виктория»: Гольдарбайтер - В.ЛауманII, А.ВардропперI - Серк, Ад.ЛауманIII, Н.ВаллотII - Шахт, П.ВаллотI, М.Григорьев, Э.Петерсен, Ф.ВардропперII «Националы»: Рязанов - Полонский, Трифонов - Зеленский, Волохов, С.Рябов - Хергерт, Васюточкин, Н.Сизиков, Заварин, Зякин |            |         |             |                 |

| 26 сен | «Невский» | 8:0     | «Националы» | Поле «Невских»    |
| |           | (отчёт) |             | Судья: А.Харгривз |
| «Невский»: Б.Браун - Шарльпс, Сиборн - Максвелл, Дж.ХаргривзII, Дж.Филлипс - М.ЕвангуловI, Б.ЕвангуловII, В.Смолл, Блендфорд, Хилл «Националы»: Зякин - Трифонов, Полонский - Зеленский, Н.Сизиков, Рязанов - П.Фёдоров, А.Саволайнен, Хергерт, Васюточкин, Медер |           |         |             |                   |

| 26 сен | «Виктория» | 3:1     | «Спорт» | Поле «Виктории» |
| |            | (отчёт) |         | Судья: Х.Хартли |
| «Виктория»: Гольдарбайтер - Ад.ЛауманIII, А.ВардропперI - Серк, В.ЛауманII, Н.ВаллотII - Шахт, П.ВаллотI, М.Григорьев, Э.Петерсен, Ф.ВардропперII «Спорт»: Хайльман - Шинц, Крамер - Шнайдер, Баранов, Саксен - В.Боронин, А.ГелькерI, Березин, И.Попов, Дурнякин |            |         |         |                 |

| 26 сен | «Петровский» | 5:2     | «Нева» | Поле «Спорта»     |
| |              | (отчёт) |        | Судья: Г.Дюперрон |
| «Петровский»: А.Иванов - П.Лунд, Д.Тимофеев - А.Дурасов, Вышинский, Толстопятов - В.Карпов, В.Лунд, Колайко, В.Сизиков, Е.Лапшин «Нева»: А.Ферли - В.Даунгам, Делл - С.Ферли, Дж.УэббII, Ф.Ферли - М.Ферли, Нэш, Холден, Бриггс, Халлум |              |         |        |                   |

| 3 окт | «Невский» | 0:0     | «Виктория» | Поле «Невских» |
| |           | (отчёт) |            |                |
| «Невский»: Б.Браун - Максвелл, С.Джонс - Сиборн, Дж.ХаргривзII, Дж.Филлипс - М.ЕвангуловI, Б.ЕвангуловII, Шарльпс, В.Смолл, Хилл «Виктория»: Гольдарбайтер - Ад.ЛауманIII, А.ВардропперI - Бирс, В.ЛауманII, Н.ВаллотII - Шахт, П.ВаллотI, Ф.ВардропперII, Э.Петерсен, М.Григорьев |           |         |            |                |

| 26 сен | «Спорт» | 2:1     | «Нева» | Поле «Спорта»   |
| |         | (отчёт) |        | Судья: Х.Хартли |
| «Спорт»: Дюперрон - Шинц, Крамер - Шнайдер, Баранов, И.Попов - В.Боронин, А.ГелькерI, Березин, Саксен, Дурнякин «Нева»: А.Лингард - Халлум, С.Ферли - Ф.Ферли, А.УэббI, Дж.УэббII - М.Ферли, Нэш, Бриггс, Кудрявцев, Прево |         |         |        |                 |

| 10 окт | «Невский» | 1:0     | «Спорт» | Поле «Невских» |
| |           | (отчёт) |         |                |
| «Невский»: Б.Браун - Максвелл, Сиборн - В.Цурмюль, Шарльпс, Эсков - М.ЕвангуловI, Б.ЕвангуловII, В.Смолл, Блендфорд, Хилл «Спорт»: Саксен - Шинц, Крамер - Шнайдер, Баранов, И.Попов - И.Тимофеев, В.Боронин, А.ГелькерI, Березин, Дурнякин |           |         |         |                |

### Матч «чемпион — сборная»
В традиционном матче с чемпионом в сильнейшем составе сборная (в которую не был включён ни один игрок из «Петровских») смотрелась достойно, сумев во втором тайме сравнять счёт и свести матч вничью. В составе обеих команд выступали три русских футболиста.
| 17 окт | «Невский» | 1:1     | Сборная | Поле «Невских»  |
| |           | (отчёт) | - Шахт  | Судья: Х.Хартли |
| «Невский»: Б.Браун - Шарльпс, С.Джонс - Максвелл, Дж.ХаргривзII, Асков - М.ЕвангуловI, Б.ЕвангуловII, Дж.Филлипс, В.Смолл, Хилл Сборная: А.Ферли - П.Лунд, В.ЛауманII - А.Боронин, Ад.ЛауманIII, С.Ферли - Шахт, Ф.ВардропперII, В.Лунд, Тодд, А.ГелькерI |           |         |         |                 |

## Кубок Перзеке (II команды)
Победитель — «Петровский»II
2.«Глория» 3.«Меркур» 4.Введенская гимназия 5.«Нева»II 6.«Спорт»II
Матч обладателя кубка Перзеке с худшей командой кубка Аспдена: «Националы» 2:0 «Петровский»II 

## Комментарии
1. ↑  По этому поводу «Иллюстрированный журналъ атлетики и спорта» с удивлением отмечал "... в 1904 году народилось у нас в Петербурге «футбол-клубов», что грибов в лесу."[1]
2. ↑  Это разделение всегда было относительным — в «русских» командах выступали и иностранцы, как и русские игроки во всех «британских» клубах, к числу каковых здесь причислена и «Виктория», являвшаяся интернациональным (в значительной степени — немецким) клубом.
3. ↑  В середине первого тайма были удалены за стычку А.Делл и С.Рябов (при этом журнал «Самокат» сообщает, что Делл повалил Рябова на землю и схватил за горло — точь-в-точь, как поступил Шарльпс-«душитель» в нашумевшей истории годом ранее); после перерыва судья по просьбе англичан дал разрешение обоим футболистам вернуться на поле, от чего русская команда гордо отказалась и закончила встречу в меньшинстве[10].
4. ↑  выступал также под псевдонимом Маскот [11]
5. ↑  выступал в данном сезоне также под псевдонимом Куня [12]
6. ↑  выступал также под псевдонимом Аксанин [13]
7. ↑  Петроградский мультиспортсмен и спортивный организатор Элиас Койвистойнен, более известный как Березин Илья Александрович (принятые им русские фамилия и имя), выступавший также под псевдонимом Б.Резин[14]
8. ↑  выступал также под псевдонимом Генрих [15]
9. ↑  выступал также под псевдонимом Вилли [16]

### Периодика
- «Новое время» Санкт-Петербург 1904. Retronews (le site de presse de la BnF) — retronews.fr.
- «Самокат» Санкт-Петербург, 1904. НЭБ — rusneb.ru.
- «Петербургская газета», 1904. Электронная библиотека РНБ — vivaldi.nlr.ru.
- «Петербургскiй листокъ», 1904. Электронная библиотека РНБ — vivaldi.nlr.ru.
- «Иллюстрированный журналъ атлетики и спорта» Санкт-Петербург, № 1-2 (февраль) 1905, с.21. НЭБ — rusneb.ru.